# Język kola
Język kola – język austronezyjski używany w prowincji Moluki w Indonezji, przez mieszkańców północnych wysp Aru. Według danych z 2011 roku posługuje się nim 7400 osób. Najbardziej wysunięty na północ spośród języków archipelagu Aru.
Jego użytkownicy zamieszkują 22 wsie na wyspie Kola i okolicznych wyspach archipelagu. Poza Kola dominuje w pewnych zakątkach północnej i zachodniej części wyspy Wokam. Zróżnicowanie wewnętrzne ogranicza się do pewnych cech dźwiękowych. Istnieją drobne różnice między odmianą zachodnią a wschodnią.
Kola jest blisko spokrewniony z językami kompane i ujir. Odnotowano wzajemną zrozumiałość między dialektem wsi Marlasi a językiem kompane.
W latach 80. XX w. zaobserwowano intensywne użycie języka w społeczności. Do lat 90. pozostawał praktycznie niepoznany, a dostępne dane sprowadzały się do pobieżnych spostrzeżeń i list słownictwa. Badaniem tego języka zajmowali się m.in. Yuko i Masahiro Takata, autorzy rozmówek (1991) oraz prac nt. morfologii i fonologii (1992).
Jest zapisywany alfabetem łacińskim.